# Aleix Vidal Parreu
Aleix Vidal Parreu (Puigpelat, Alt Camp, 21 d'agost de 1989) és un exfutbolista professional català que juga en la posició de lateral dret. Ha estat internacional tant amb la selecció catalana com amb l'espanyola.

## Trajectòria
L'any 2008, Aleix Vidal va firmar per l'Espanyol, però mai va arribar al primer equip, ja que va ser cedit al Panthrakikos FC de Grècia. El 31 d'agost de 2009, va fitxar pel Gimnàstic de Tarragona, club de Segona Divisió, però va passar la major part de la temporada cedit al CF Pobla de Mafumet. Aleix va fitxar pel Reial Club Deportiu Mallorca l'estiu de 2010, i fou assignat al Reial Club Deportiu Mallorca B. A mitjans de juny de 2011, després del descens del seu equip, el vallenc va fitxar per un altre equip de la categoria, la Unión Deportiva Almería B. El 31 d'agost del 2011 puja al primer equip de la Unión Deportiva Almería.
El 16 de juny de 2014 Vidal va ser contractat pel Sevilla FC per tres milions d'euros, signant un contracte de quatre anys.
El 7 de juny de 2015 el FC Barcelona va anunciar de forma oficial el seu fixatge per un total de 18 milions d'euros fixes més quatre de variables. Degut a la sanció de la FIFA que li impedia de poder inscriure jugadors, no debutaria amb l'equip fins al gener de 2016.
Vidal va debutar oficialment amb l'equip blaugrana el 6 de gener de 2016, substituint Dani Alves a mitjans de la segona part, en un partit que acabà amb victòria per 4–1 a casa contra l'Espanyol, en partit de Copa del Rei.
El 4 d'agost de 2018 FC Barcelona i Sevilla FC van fer oficial el retorn del jugador a l'equip andalús per 8,5 milions d'euros, més dos en variables.
El 12 d'agost de 2019 el Sevilla FC i el Deportivo Alabès van arribar a un acord per a la cessió del futbolista per una temporada sense opció de compra.

## Internacional

### Catalunya

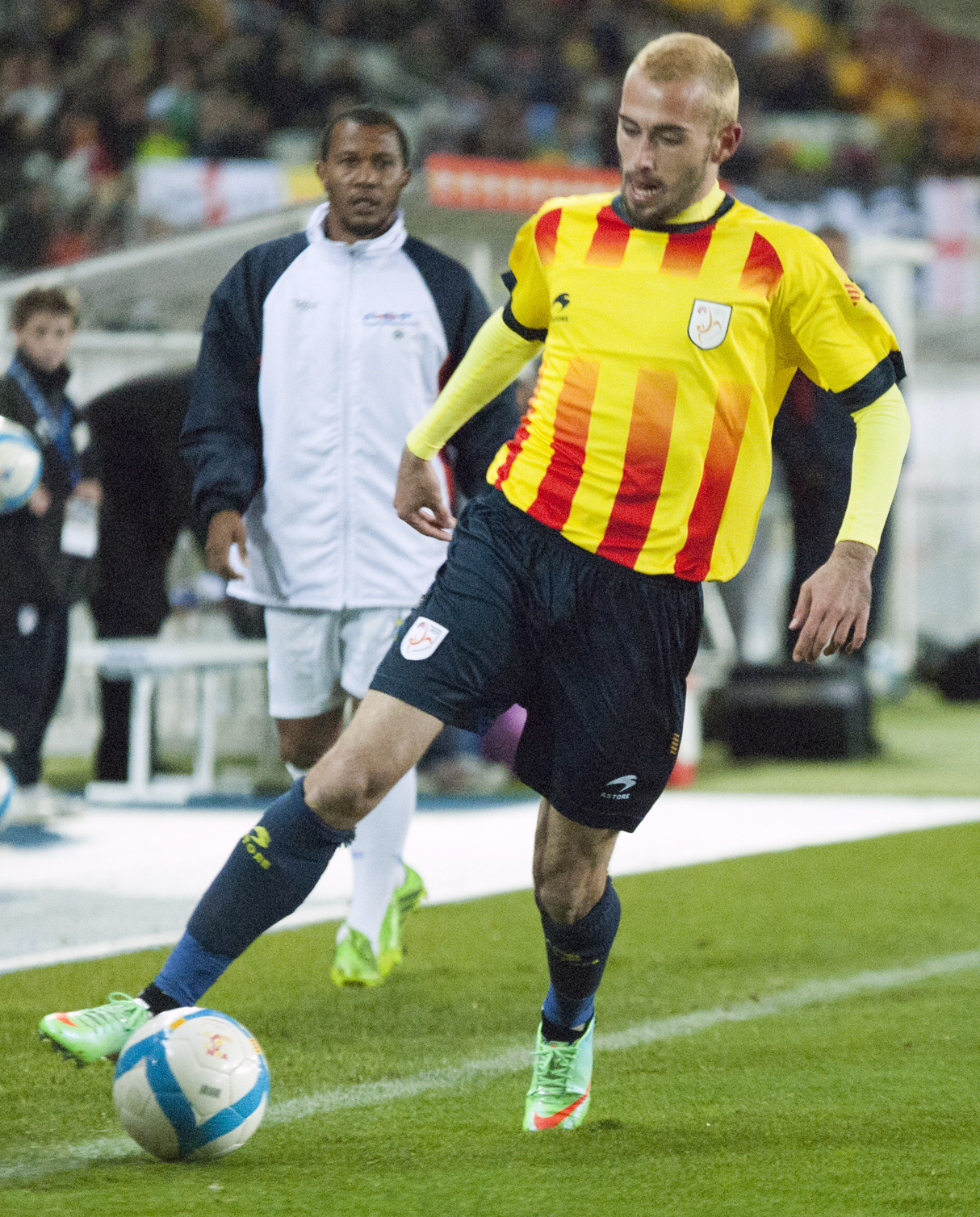
Vidal durant el seu primer partit amb la selecció catalana de futbol

Vidal va debutar amb Catalunya el 30 de desembre de 2013, jugant la segona part d'un partit pel Trofeu Catalunya Internacional 2013 que acabà en victòria per 4–1 sobre Cap Verd a l'Estadi Olímpic Lluís Companys.
El 25 de març de 2019 va disputar amb la selecció catalana el partit contra Veneçuela, que va acabar amb victòria catalana per 2 a 1, a Montilivi.

### Espanya
El 26 de maig de 2015, ell i el seu company al Sevilla Sergio Rico foren les dues novetats a la convocatòria d'Espanya per un partit amistós contra Costa Rica i el partit classificatori per l'Eurocopa de 2016 contra Belarús.

## Palmarès

### Club
Sevilla
- 1 Lliga Europa de la UEFA: 2014–15

FC Barcelona
- 2 Lligues espanyoles: 2015-16[16] i 2017-18[17]
- 3 Copes del Rei: 2015-16,[18] 2016-17[19] i 2017-18[20]
- 1 Supercopa d'Espanya: 2016[21]